# Megagnatha odonatiformis
Megagnatha odonatiformis là một loài côn trùng thuộc bộ Neuroptera. Loài này được Bolton miêu tả năm 1917.